# Reza Entezari
Mohammad Reza Entezari, né le 31 juillet 1946 et mort le 4 mars 1999, est un athlète iranien, spécialiste du 400 et du 800 mètres. 

## Biographie
Reza Entezari participe aux Jeux olympiques de 1972 à Munich sur 400 et 800 mètres.

## Palmarès
| Date | Compétition     | Lieu    | Résultat | Épreuve   | Performance   |
| ---- | --------------- | ------- | -------- | --------- | ------------- |
| 1974 | Jeux asiatiques | Téhéran | 2e       | 400 m     | 46 s 69       |
| 1974 | Jeux asiatiques | Téhéran | 2e       | 800 m     | 1 min 48 s 50 |
| 1974 | Jeux asiatiques | Téhéran | 3e       | 4 × 400 m | 3 min 10 s 10 |

## Records
| Épreuve    | Performance   | Lieu    | Date |
| ---------- | ------------- | ------- | ---- |
| 400 mètres | 46 s 69       | Téhéran | 1974 |
| 800 mètres | 1 min 48 s 50 | Téhéran | 1974 |